# Wolfgang-Hermann Isay
Wolfgang-Hermann Peter Isay (geb. 23. Februar 1928 in Berlin; gest. 3. Mai 2001 in Hamburg) war ein deutscher Mathematiker und Professor für Angewandte Mechanik, insbesondere Strömungsmechanik.

## Lebensweg
Wolfgang-Hermann Isays Vater war der Jurist Hermann Isay. Als dieser im März 1938 starb, war Hermann-Wolfgang erst zehn Jahre alt. Der Jurist Rudolf Isay (1886–1956) war sein Onkel.
Ab 1946 studierte Isay Schiffbau, Mathematik und Physik an der Technischen Hochschule Berlin-Charlottenburg. 1951 legte er dort seine Diplomprüfung ab und promovierte dort im Jahr 1952. Von 1952 bis 1958 war er erst Assistent, dann Oberassistent am Institut für Festkörperforschung der Deutschen Akademie der Wissenschaften (DAW) in Berlin(-Ost). 1956 wurde Isay an der Humboldt-Universität Berlin habilitiert. Ab 1958 war er wissenschaftlicher Mitarbeiter am Institut für angewandte Mathematik und Mechanik der DAW Berlin, 1960 und 1961 nebenamtlich Professor für Technische Mechanik an der Technischen Hochschule Dresden.
1961, im Jahr des Mauerbaus, ging Isay nach Westdeutschland.
Von 1962 bis 1964 war er im Institut für Schiffbau in Hamburg tätig, von 1972 bis 1974 war Isay dessen stellvertretender Direktor. Von 1962 bis 1968 war Isay zunächst außerplanmäßiger Professor für Angewandte Mechanik, ab 1968 wissenschaftlicher Rat. Von 1979 bis 1992 war Isay ordentlicher Professor für Angewandte Mechanik (Schiffstechnik, Flugtechnik und Strömungsmechanik) an der Technischen Universität Hamburg-Harburg. 1993 wurde Isay emeritiert.
Er starb im Jahr 2001 im Alter von 73 Jahren in Hamburg.

## Publikationen von Wolfgang-Hermann Isay (Auswahl)
Chronologisch nach Erscheinungsjahr
- „Beitrag zur Leitfähigkeitstheorie der Halbleiter“, in: Annalen der Physik, 1953

- „Beitrag zur Potentialströmung durch axiale Schaufelgitter“, in: Zeitschrift für Angewandte Mathematik und Mechanik, 1953

- „Beitrag zur Potentialströmung durch radiale Schaufelgitter“, in: Archive of Applied Mechanics, 1954

- „Zur Behandlung der kompressiblen Unterschallströmung durch axiale und radiale Schaufelgitter“, in: Zeitschrift für Angewandte Mathematik und Mechanik, 1955, https://doi.org/10.1002/zamm.19550350106

- „Zur Behandlung der Strömung durch einen Voith-Schneider-Propeller mit kleinem Fortschrittsgrad“, in: Archive of Applied Mechanics, 1955

- „Zur Berechnung der Strömung durch Voith-Schneider-Propeller“, in: Archive of Applied Mechanics, 1956

- „Zur Berechnung der Strömung durch axiale Schaufelgitter“, in: Zeitschrift für Angewandte Mathematik und Mechanik, 1957

- „Der Voith-Schneider-Propeller im Nachstrom eines Schiffsrumpfes“, in: Archive of Applied Mechanics, 1957

- „Berechnungsergebnisse der radialen Schaufelgitterströmung“, in: Zeitschrift für Angewandte Mathematik und Mechanik, 1958, https://doi.org/10.1002/zamm.19580380511

- „Ergänzungen zur Theorie des Voith-Schneider-Propellers“, in: Archive of Applied Mechanics, 1958

- „Zur Theorie der nahe der Wasseroberfläche fahrenden Tragflächen“, in: Archive of Applied Mechanics, 1960

- „Zur Theorie der Unterwassertragflügel bei wellenförmiger Anströmung“, in: Archive of Applied Mechanics, 1960

- „Zur Berechnung der Unterwassertragflügel bei wellenförmiger Anströmung“, in: Archive of Applied Mechanics, 1961

- „Der Schraubenpropeller nahe der freien Wasseroberfläche und im Flachwasser“, in: Archive of Applied Mechanics, 1962

- „Zur Theorie des senkrecht zur Wasseroberfläche gerichteten Tragflügels (Propellerflügels) unter Berücksichtigung der Oberflächenspannung des Wassers“, in: Archive of Applied Mechanics, 1963

- „Propellertheorie“. (Ingenieurwissenschaftliche Bibliothek) VIII, 247 S., mit 125 Abb., Berlin, Göttingen, Heidelberg, Springer-Verlag, 1964

- mit Klaus Brunnstein, „Untersuchung des Strömungsfeldes eines senkrecht zur Wasseroberfläche gerichteten Tragflügels“, in: Archive of Applied Mechanics, 1965, https://repository.tudelft.nl/islandora/object/uuid:949f479f-a88a-4d6e-9257-3eb823ec265d/datastream/OBJ/download&usg=AOvVaw07pq6zlNGFMuSErWvNTPWw&opi=89978449

- „Theoretische Grundlagen der Hydroakustik des Schraubenpropellers“, in: Archive of Applied Mechanics, 1967

- „Zur Theorie des Voith-Schneider-Propellers“, in: Archive of Applied Mechanics, 1968

- „Zur Theorie des Trochoidenpropellers“, in: Archive of Applied Mechanics, 1969

- „Zur Traglinientheorie des Hubschrauberrotors“, in: Zeitschrift für Angewandte Mathematik und Mechanik, 1969

- „Moderne Probleme der Propellertheorie“. (Ingenieurwissenschaftliche Bibliothek) VIII, 215 S., mit 125 Abb., Berlin, Heidelberg, New York, Springer-Verlag, 1970

- „Ein Wirbelmodell zur Behandlung der Strömung am Rotorblatt eines Hubschraubers“, in: Zeitschrift für Angewandte Mathematik und Mechanik, 1972

- mit H. Niermann, „Der in seinen Spitzenwirbeln von der Wasseroberfläche her belüftete Tragflügel“, in: Zeitschrift für Angewandte Mathematik und Mechanik, 1974

- mit Thomas Roestel, „Berechnung der Druckverteilung an Flügelprofilen in gashaltiger Wasserströmung“, in: Zeitschrift für Angewandte Mathematik und Mechanik, 1974

- mit Thomas Roestel, „Die niederfrequent instationäre Druckverteilung an Flügelprofilen in gashaltiger Wasserströmung“, in: Zeitschrift für Angewandte Mathematik und Mechanik, 1975

- mit Thomas Roestel, „Das Druckfeld eines Schraubenpropellers in gashaltiger Wasserströmung“, in: Acta Mechanica, 1975

- Wolfgang‐Hermann Isay, „Kavitation“. Hamburg, Schifffahrts-Verlag „Hansa“ C. Schroedter & Co., 1981. 322 S., 166 Abb., ISBN 3-87700-035-5. 3. Auflage. Hamburg, Schiffahrts-Verlag „Hansa“ 1989. 441 S., ISBN 3-87700-052-5